# Конец света (фильм, 1999)
«Конец света» (англ. «End of Days») — американский фильм ужасов с элементами боевика Питера Хайамса по сценарию Эндрю У. Марлоу с Арнольдом Шварценеггером в главной роли.
Фильм был выпущен компанией Universal Pictures в Северной Америке 24 ноября 1999 года и получил в основном негативные отзывы критиков, однако имел кассовый успех, собрав 212 миллионов долларов по всему миру.

## Сюжет
В 1979 году Папа римский отправляет священника с миссией найти и защитить девушку (Кристин Йорк), которую сатанисты определили в Нью-Йорке как женщину, избранную матерью ребёнка Сатаны после того, как он стал свидетелем кометы, изгибающейся над Луной в Ватикане. Однако несколько членов масонского ордена рыцарей Ватикана (во главе с возглавляющим его кардиналом) настаивают на том, чтобы она умерла.
В конце 1999 года Сатана захватывает тело инвестиционного банкира в ресторане, а затем разрушает ресторан и убивает многих внутри.
Суицидник и алкоголик, бывший полицейский детектив Иерихон (Джерико) Кейн, находящийся в депрессии после заказного убийства своих жены и дочери, работает в частной охранной компании и винит в своём бедственном положении Бога.
Иерихону и его коллеге Бобби Чикаго поручено защищать одержимого банкира. Священник Томас Аквинский безуспешно пытается убить банкира. Иерихон захватывает Аквинского, который говорит Иерихону: «Тысяча лет закончилась, тёмный ангел выпущен из своей темницы» и говорит, что в центре стоит девушка. Иерихон стреляет в Фому Аквинского, затем его под арестом полиция Нью-Йорка доставляет в больницу, где Мардж Фрэнсис, детектив полиции Нью-Йорка и бывшая коллега Иерихона, говорит ему, что у Аквинского нет языка.
Иерихон и Бобби проводят расследование самостоятельно, направляясь в убежище Аквинского, где они находят его язык в банке, а также сообщения и символы, написанные кровью на стенах. Появляется Мардж и требует чтобы они ушли, но перед этим показывает, что Фома Аквинский прошёл обучение в Ватикане и был отправлен в Нью-Йорк, прежде чем исчез. Иерихон расспрашивает отца Ковака, священника, знавшего Аквинского. Ковак говорит, что Фома Аквинский сошёл с ума из-за сил, которых атеист не мог понять.
Сатана приходит домой к доктору Абелу, врачу-сатанисту, который принимал роды Кристины и является её психиатром. Сатана спрашивает врача о девочке и о прочих делах. Дочь врача привлекает внимание Сатаны, он заходит в комнату и спрашивает врача: «Это твоя жена и дочь?», и соблазняет их. Мать и дочь не в силах устоять перед чарами Сатаны и, поддавшись соблазну, вместе занимаются любовью. В процессе происходящего мать и дочь получают неописуемое наслаждение, они даже не ощутили, что начали сливаться воедино, начиная с ног, когда они скрестили их, переходя к рукам, когда стали держаться за них, а когда они поцеловались, то полностью слились, и во время оргазма приняли облик Кристины. Кристина увидела как Сатана делал это в своём кошмаре и проснулась с криком.
Сатана входит в палату больницы Фомы Аквинского и распинает его на потолке. После того, как его снимают с потолка, считая мёртвым, Фома просыпается, хватает шприц, чтобы напасть на Иерихона, но его мгновенно застреливает один из полицейских. Иерихон и Чикаго видят латинские слова и «Христос в Нью-Йорке», вырезанные на груди Аквинского, и начинают искать Кристин Йорк.
Иерихон и Чикаго находят Кристину в её квартире, спасая её от рыцарей Ватикана, а Мэйбл (опекун Кристины) отказывается позволить Кристине и Иерихону бежать до прибытия сатаны. Сатана делает взрывчатку из бензина и взрывает фургон Чикаго, убивая его и поджигая квартиру, в то время как Мэйбл атакует Иерихона, почти подавляя его своей неестественной силой. Иерихон с трудом одолевает её в драке, а затем вместе с Кристиной сбегают из горящей квартиры. Сатана убивает Мэйбл за её неудачу; Мардж и другой офицер, которые, как оказывается, находятся под влиянием Сатаны, говорят Иерихону, чтобы тот отдал им Кристину. Вместо этого Джерико притворяется, что сдаётся, прежде чем убить их, убегая с Кристиной, но Сатана вскоре воскрешает Мардж, чтобы сплотить других сатанистов в Нью-Йорке.
Укрывшись в церкви, отец Ковак говорит Иерихону и Кристине, что Сатана должен оплодотворить её с 23:00 до полуночи в канун Нового года, чтобы возвестить «конец дней». Несмотря на скептицизм Джерико, Кристина принимает защиту Ковака, и Джерико возвращается в свою квартиру.
Затем Сатана появляется в квартире Иерихона и пытается убедить его отказаться от Кристины в обмен на возвращение его мёртвой семьи. Иерихон сопротивляется своим искушениям и после борьбы выбрасывает Сатану из окна своей квартиры. Пока Иерихон лечит травму руки, Чикаго появляется в его квартире. Скептически относясь к заявлениям Бобби о том что он смог выжить при взрыве фургона, Иерихон стреляет тому в руку, чтобы проверить, вернулся ли Сатана в тело Чикаго. Удовлетворившись тем, что у того из руки идёт нормальная кровь, они решают забрать Кристину из церкви и отвезти её в безопасное место.
В церковь Иерихон прибывает вовремя, чтобы остановить кардинала и его рыцарей от убийства Кристины, прежде чем появляется Сатана и убивает духовенство Ватикана. Чикаго похищает Кристину и предаёт Иерихона, оставив его на избиение толпе сатанистов, и тем самым показывая, что он в союзе с Сатаной. Затем Сатана распинает Иерихона, но оставляет его в живых, чтобы последний воочию увидел конец дней.
Утром проходящий мимо Ковак находит и спасает Иерихона. Иерихон вооружается двумя пистолетами и пистолетом-пулемётом и выслеживает сатанистов до их логова. Там он находит и спасает Кристину, а также снова убивает Мардж. Иерихон успешно убеждает Чикаго бороться с влиянием Сатаны, но тот сжигает Бобби заживо из за расторгнутой их сделки.
Иерихон и Кристина сбегают из горящего логова в туннель метро, где останавливают поезд метро и затем садятся на него, пытаясь уехать. Сатана появляется на рельсах и пытается попасть в поезд, убивая машиниста. Иерихон разделяет два вагона поезда, чтобы уйти от него, прежде чем выстрелить подствольной гранатой в Сатану, уничтожив вагон, в котором он находился. Когда они убегают, Сатана вынужден оставить искалеченное тело банкира и начать искать другое.
Иерихон и Кристина прибегают в другую церковь, где он приказывает людям бежать, а Кристине спрятаться. Готовясь к бою Иерихон, оглядываясь вокруг, смотрит на статуи ангелов и святых, и понимает что оружием он не победит Сатану. Иерихон пытается заново обрести свою веру в Бога и молится о помощи. Сатана противостоит Иерихону в форме огромного крылатого существа и овладевает его телом. Сатана в теле Иерихона пытается изнасиловать Кристину, но Иерихон пересиливает Сатану и просит Кристину бежать. Затем Иерихон бросается телом на меч, торчащий из сломанной статуи архангела Михаила, жертвуя собой, чтобы остановить план Сатаны. Ровно в полночь Бог освобождает тело Иерихона от Сатаны и отправляет того обратно в ад, в то время как за стенами церкви мир празднует новое тысячелетие. Иерихон и Кристина видят, как его жена и дочь ждут его в загробной жизни. Иерихон мирно умирает, и Кристина со слезами на глазах благодарит его за спасение её жизни. После этого прибывают полиция и скорая помощь, чтобы забрать тело Иерихона.

## В ролях
| Актёр                | Роль                   |
| -------------------- | ---------------------- |
| Арнольд Шварценеггер | Джерико Кейн           |
| Гэбриел Бирн         | человек / сатана       |
| Робин Танни          | Кристина Йорк          |
| Удо Кир              | доктор Абель           |
| Кевин Поллак         | Бобби Чикаго           |
| Мириам Маргулис      | Мабель                 |
| Си Си Эйч Паундер    | детектив Мардж Фрэнсис |
| Майкл О'Хаган        | кардинал               |
| Денис Д. Льюис       | Эмили Кейн             |
| Рени Олстед          | Эми Кейн               |
| Райнер Джуд          | мать Кристины          |
| Род Стайгер          | отец Ковак             |
| Деррик О'Коннор      | Томас Аквинас          |

## Работа над фильмом
На разных этапах ставить фильм предлагали режиссёрам Сэму Рэйми и Гильермо дель Торо, но они отказались в пользу других проектов. Маркус Ниспел также собирался режиссировать фильм, но покинул проект из-за проблем с бюджетом и сценарием. В конечном итоге режиссёрский пост занял Питер Хайамс.
Изначально роль Джерико Кейна писалась под Тома Круза, но тот решил работать над «Магнолией», и на его место в марте 1998 года был утверждён Арнольд Шварценеггер. По словам самого Шварцнеггера фильм его первой работой после перенесённой операции по замене аортального сердечного клапана, после которой последовало годовое затишье с предложением новых проектов от крупных студий. Также первоначально на роль Кристины Йорк была утверждена Лив Тайлер, но она отказалась из-за проблем с контрактом. Кейт Уинслет также рассматривалась на роль этого персонажа, но и она отказалась, и роль досталась Робин Танни.
По словам Хаймса взяться за проект его попросил лично Джеймс Кеммерон:

Джим Кэмерон стал своего рода «крёстным отцом» для меня в этом фильме, из-за его отношений со Шварценеггером. Он сказал мне, что я буду это делать!… «Конец света» должен был ставить Маркус Ниспел, но с ним как-то не вышло, однако у них был Арнольд и дата старта съёмок, и Джим пришёл ко мне и сказал, что я должен это сделать. Это была первая картина, которую сделал Арнольд за пару лет. Я думаю, у него была эта штука с сердцем. Так что это было возвращение Арнольда. И он хотел попытаться сделать что-то хорошее и рискнуть. Я аплодировал этому. И у нас были очень, очень хорошие актёры, такие как Габриэль Бирн, Кевин Поллак и Род Стайгер. Это был очень приятный опыт. На полпути съёмок я сказал Арнольду, что, по-моему, он должен умереть в этом фильме. Конечно, Universal побледнели от этой идеи, поэтому я снял концовку обоими способами, и все согласились, что концовка со смертью была лучше.— Режиссёр фильма Питер Хаймс в интервью Empire
Над визуальными эффектами работала студия Rhythm & Hues, которой в общей сложности было отрисованно около 60 задействованных в фильме кадров.
В 2016 году актриса Мириам Марголис пожаловалась на поведение Арнольда Шварценеггера во время съёмок. В 2022 году Марголис подкрепила это тем, что тот пукнул ей в лицо во время съёмок. Шварценеггер оставил эти обвинения без ответа.
Фильм активно продвигался WWE, затем WWF: сам Шварценеггер даже появился в прямом эфире в эпизоде SmackDown! от 11 ноября 1999 года, где ему был вручён почётный чемпионский пояс, а основной актёрский состав принял участие в нескольких записанных на плёнку интервью, которые транслировались во всех программах WWF в преддверии выхода фильма. WWF также получил эксклюзивный доступ на красную дорожку премьеры фильма, сняв там ряд интервью которые также эксклюзивно транслировались в их программе.

## Музыка в фильме
| Оценки критиков      | Оценки критиков |
| Источник             | Оценка          |
| -------------------- | --------------- |
| AllMusic             | [ 13 ]          |
| Entertainment Weekly | B+              |

Саундтрек фильма в основном содержит треки индустриального рока и альтернативного метала. В него вошла композиция «Oh My God» — первая песня, выпущенная «новым составом» Guns N' Roses. Во время монтажа фильма песни саундтрека были наложены на сценах, в которых обычно не звучат в триллерах. В нескольких сценах слышен семпл из «Symphony of Voices» Spectrasonics. Оригинальная музыка к фильму написана композитором Джоном Дебни и записана под руководством дирижёра Пита Энтони.
Саундтрек был выпущен 2 ноября 1999 года на лейбле Geffen Records, и достиг в чартах 16-го места в Канаде и 20-го места в Соединённых Штатах.

### Список композиций
| №                   | Название                                                          | Автор(ы)                                                                   | Продюсер(ы)                                            | Длительность |
| ------------------- | ----------------------------------------------------------------- | -------------------------------------------------------------------------- | ------------------------------------------------------ | ------------ |
| 1.                  | «Camel Song» (в исполнении Korn)                                  | Джонатан Дэвис Джеймс Шаффер Реджинальд Арвизу Дэвид Сильверия Брайан Уэлч | Тоби Райт Стив Томпсон Korn                            | 4:21         |
| 2.                  | «So Long» (в исполнении Эверласт)                                 | Эрик Шроди                                                                 | Дэнни Лонер Эверласт                                   | 4:59         |
| 3.                  | «Slow» (в исполнении Professional Murder Music)                   | Роман Марисак Брайан Харра Джефф Шартофф Джастин Беннетт                   | Тоби Райт Professional Murder Music                    | 3:58         |
| 4.                  | «Crushed» (в исполнении Limp Bizkit)                              | Фред Дёрст                                                                 | Фред Дёрст DJ Lethal                                   | 3:24         |
| 5.                  | «Oh My God» (в исполнении Guns N' Roses)                          | Эксл Роуз Пол Тобиас Диззи Рид Джош Фриз Томми Стинсон Шон Риггс           | Шон Биван Эксл Роуз (со-продюсер)                      | 3:40         |
| 6.                  | «Poison» (в исполнении The Prodigy)                               | Лиам Хоулетт Кит Палмер                                                    | Лиам Хоулетт                                           | 6:14         |
| 7.                  | «Superbeast (Girl On a Motorcycle Mix)» (в исполнении Роба Зомби) | Роб Зомби Скотт Хамфри                                                     | Скотт Хамфри Роб Зомби Чарли Клоузер                   | 3:51         |
| 8.                  | «Bad Influence» (в исполнении Эминем)                             | Эминем Джефф Басс Марк Басс                                                | Bass Brothers                                          | 3:40         |
| 9.                  | «Nobody's Real» (в исполнении Powerman 5000)                      | Майкл Каммингс                                                             | Сильвия Масси Powerman 5000 Скотт Хамфри (со-продюсер) | 2:54         |
| 10.                 | «I Wish I Had» (в исполнении Stroke)                              | Джон Барри Дон Блэк Джейсон Келли                                          | Стив Хичкок                                            | 6:34         |
| 11.                 | «Sugar Kane» (в исполнении Sonic Youth)                           | Ким Гордон Тёрстон Мур Ли Ранальдо Стив Шелли                              | Бутч Виг                                               | 5:58         |
| 12.                 | «Wrong Way» (в исполнении Creed)                                  | Скотт Степп Марк Тремонти                                                  | Джон Курцвег                                           | 4:18         |
| Общая длительность: | Общая длительность:                                               | Общая длительность:                                                        | Общая длительность:                                    | 53:51        |

## Выпуск
Фильм вышел в прокат 24 ноября 1999 года и был выпущен на DVD и VHS 18 апреля 2000 года.

## Восприятие

### Кассовые сборы
Фильм собрал 31 миллион долларов в США и Канаде за пять дней. Собрав 20,5 миллионов долларов за первые 3 дня проката, он занял третью позицию в американском прокате после «Истории игрушек 2» и «И целого мира мало». Фильм собрал 66 889 043 долларов в США и Канаде и 145,1 миллиона долларов в других странах, что в общей сложности составило 212 миллионов долларов по всему миру при производственном бюджете, оцениваемым в 100 миллионов долларов. Пусть фильм и стал прибыльным в международном прокате и пользовался спросом после релиза на DVD носителях, его окончательные цифры не оправдали ожиданий Universal Studios. Гонорар Шварценеггера за его роль в фильме оценивается в 25 миллионов долларов.

### Критика
На Rotten Tomatoes фильм имеет общий рейтинг 11 % «свежести» на основе 103 критических рецензий со средней оценкой 3,8/10. Консенсус сайта по поводу фильма гласит: «Раздутый триллер с шаблонными боевыми сценами и плохой актёрской игрой». Metacritic даёт фильму средневзвешенную оценку 34/100 на основе 33 рецензий, что указывает на «в целом неблагоприятные» рецензии. Зрители, опрошенные порталом CinemaScore, дали фильму среднюю оценку «B−» по шкале от «A+» до «F».
Newsweek написал, что «яркий, полный спецэффектов триллер Питера Хайамса смешивает куски дюжины других фильмов в новую ядовитую смесь. Это нужно увидеть, чтобы поверить, но кто захочет?», в то время как Марк Кермод назвал его «идиотским за гранью искупления, эта греховно-глупая мешанина умудряется оскорблять зрителей и критиков, христиан и сатанистов, низводя 2000 лет плодородной мифологии до уровня бессвязного поп-видео». USA Today назвала игру Шварценеггера «одной из худших», отметив, что у него «кажется, проблемы с репликами, и он больше не может произнести ни одной своей фирменной остроты». Критик The Los Angeles Times Эрик Харрисон назвал фильм «безжизненным, будто киборг, да и ощущается так, как будто его собрали по схемам, предоставленным кем-то, кто изучил каждый успешный научно-фантастический боевик, а затем умножил результаты в 10 раз». The New York Times написала, что «Конец света» «столько же непоследователен в своём мистицизме, сколько и во всем остальном».
Однако также в прессе просачивались и «смешанные» отзывы критиков. Так San Francisco Chronicle заявила, что «в „Конце света“ есть моменты, когда Шварценеггер, кажется, стремится получить „Оскар“, но „эти моменты работают как разрядка смехом“. Джеймс Берардинелли назвал ленту „восхитительно плохим фильмом“, в то время как Роджер Эберт заявил, что „Конец света“ включает в себя лобовое столкновение нелепого и абсурдного», дав ему две звезды из четырёх. В ретроспективной редакционной статье спустя двадцать лет с момента выхода фильма Bloody Disgusting подчеркнул, что фильм «всегда увлекателен и развлекателен».
Шварценеггер позже сказал, что, по его мнению, Хайамс был «неправильным режиссёром» для фильма. "У него не было потенциала… Я думаю, визуального и интеллектуального потенциала, чтобы действительно что-то сделать с этим фильмом, однако тогда его рекомендовал Джеймс Кэмерон, поэтому мы и подумали: «Ну, ему то точно виднее».

### Награды и номинации
В 2000 году фильм был номинирован на антипремию «Золотая малина» в трёх категориях: «Худшая мужская роль» (Арнольд Шварценеггер), «Худшая мужская роль второго плана» (Гэбриел Бирн), «Худший режиссёр» (Питер Хайамс), но ничего не получил. Фильм также был предварительно номинирован в категории «Худший фильм», но был отозван незадолго до церемонии награждения.
Фильм также был номинирован на премию Motion Picture Sound Editors в категории «Лучший звуковой монтаж — эффекты и фоли», а также получил две номинации на премию Blockbuster Entertainment Awards в категориях «Любимый актёр — боевик/научная фантастика» и «Любимый актёр второго плана — боевик/научная фантастика» — Арнольд Шварценеггер и Кевин Поллак соответственно.

### Влияние
Маркос Фахардо назвал своё програмное обеспечение Autodesk Arnold в честь Арнольда Шварцнеггера именно после просмотра «Конца света» в кинотеатре в компании друзей. Тогда он впервые обратил внимание на акцент актёра и один из его друзей шуточно предложил Маркосу назвать разрабатываемую им программу для рендеринга (на тот момент носящее рабочее название RenderAPI) в «Arnold» в честь Шварцнеггера. «Так что я подумал — какого черта — я назову его „Арнольдом“, и пусть я и собирался впоследствии переименовать её на что-то ещё, но так и не сделал этого». Название подхватили люди, и так и осталось. Впоследствии программа стала активно использоваться кинопроизводстве.